# 马科斯菲尔德足球俱乐部
馬斯菲爾足球會（英語：Macclesfield Town Football Club），英格蘭西北部柴郡麥爾爾（Macclesfield）的職業足球會，成立於1874年，外號「絲人」（The Silkmen），於2018年由英格蘭足球聯賽系統第五級的英格蘭足球議會全國聯賽升班到英格蘭乙級聯賽作賽。 
马科斯菲尔德以6,355座的「莫斯羅斯球場」（Moss Rose Stadium）作為主場。馬爾斯菲的克里斯·皮瑞斯特（Chris Priest）射入上世紀最後一個入球而名垂青史。在2012年降班前，是馬斯菲爾在英格蘭足球聯賽連續第15個球季，同時亦是球隊連續第13個球季逗留在英格蘭足球乙級聯賽或第四級聯賽，是當時停留最久的球隊。

## 大事紀年
| 年 份   | 事 項                                                                                     |
| ------- | ----------------------------------------------------------------------------------------- |
| 1890-91 | 混合聯賽（The Combination）創始成員。混合聯賽亞軍                                         |
| 1895-96 | 混合聯賽亞軍                                                                              |
| 1911-12 | 參加蘭開夏混合乙組聯賽（Lancashire Combination Division Two）                             |
| 1913-14 | 蘭開夏混合乙組聯賽亞軍，升班甲組                                                          |
| 1915    | 離開蘭開夏混合聯賽                                                                        |
| 1919-20 | 柴郡聯賽（Cheshire County League）創始成員                                                |
| 1931-32 | 柴郡聯賽冠軍                                                                              |
| 1932-33 | 柴郡聯賽冠軍（第2次）                                                                     |
| 1933-34 | 柴郡聯賽亞軍                                                                              |
| 1945-46 | 沒有參賽                                                                                  |
| 1946-47 | 重新參加柴郡聯賽                                                                          |
| 1952-53 | 柴郡聯賽冠軍（第3次）                                                                     |
| 1960-61 | 柴郡聯賽冠軍（第4次）                                                                     |
| 1961-62 | 柴郡聯賽亞軍                                                                              |
| 1963-64 | 柴郡聯賽冠軍（第5次）                                                                     |
| 1964-65 | 柴郡聯賽亞軍                                                                              |
| 1966    | 更名馬爾斯菲「鎮」（Macclesfield Town）                                                   |
| 1967-68 | 柴郡聯賽冠軍（第6次）                                                                     |
| 1968-69 | 北部超級聯賽創始成員。北部超級聯賽冠軍                                                    |
| 1969-70 | 北部超級聯賽冠軍（第2次）。決賽2-0擊敗泰福特，首屆足總錦標冠軍                            |
| 1973-74 | 晉級足總錦標準決賽                                                                        |
| 1984-85 | 北部超級聯賽亞軍                                                                          |
| 1986-87 | 北部超級聯賽冠軍（第3次）                                                                 |
| 1987-88 | 參加議會聯賽                                                                              |
| 1988-89 | 決賽加時0-1負於泰福特，足總錦標亞軍                                                       |
| 1991-92 | 晉級足總錦標準決賽                                                                        |
| 1994-95 | 議會聯賽冠軍                                                                              |
| 1995-96 | 決賽3-1擊敗諾夫維治維多利亞，足總錦標冠軍（第2次）                                        |
| 1996-97 | 議會聯賽冠軍（第2次），升班丙組〈第四級〉聯賽                                             |
| 1997-98 | 丙組〈第四級〉聯賽亞軍，升班乙組〈第三級〉聯賽                                            |
| 1999    | 乙組〈第三級〉聯賽排第廿四位，降班丙組〈第四級〉聯賽                                      |
| 2004-05 | 丙組〈第四級〉聯賽更名「乙級聯賽」。乙級聯賽排第五位，附加賽準決賽兩回合累計1-2負於林肯城 |
| 2011-12 | 乙級聯賽排第廿四位，降班議會全國聯賽                                                      |

## 會徽及隊色
馬斯菲爾自1947年以藍及白作為球衣顏色，只在1975/76年球季因贊助關係而穿著橙及黑的球衣。早年馬斯菲爾曾穿著不同顏色的球衣，首件球衣為琥珀色黑直間，在1882年到1947年之間曾採用紅及白、紅、黃及藍、藍及白與黑及白等顏色組合。
球隊的會徽源自马科斯菲尔德鎮的紋章，為一隻手持麥束的藍色猛獅（Lion Rampant）。馬斯菲爾計畫於2007/08年球季採用新會徽，但因忠心的球迷不喜歡其現代設計而取消。

## 主場球場

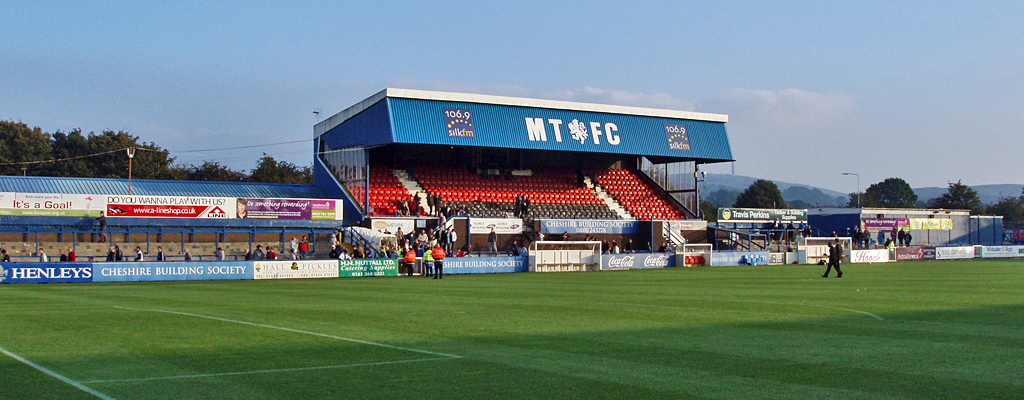
莫斯罗斯球场FM主看台

馬斯菲爾自1891年即以馬斯菲爾鎮南部的「莫斯罗斯球场」（Moss Rose Stadium）作為主場，現時可容6,335名觀眾，其中2,599個為坐席。 
1996年英格蘭冠軍德國在賽事舉行期間以薔薇球場作為訓練基地。
2007年9月馬斯菲爾發表聲明球隊就於莫斯罗斯球场以南約1哩的「南馬斯菲爾發展區」興建新球場的可行性進行探討。

## 敵對球隊
馬斯菲爾的傳統敵對球隊是（Altrincham），敵對關係可追溯到兩隊同於柴郡聯賽（Cheshire League）、北部超級聯賽（Northern Premier League）及足球協會全國聯賽角逐的時期，但自1996年以後兩隊已在不同組別的聯賽中作賽。
近年的敵對球隊主要為及。

## 榮譽
- 丙組聯賽
  - 亞軍（1）：1998年
- 足總錦標
  - 冠軍（2）：1970年、1996年
- 足球議會全國聯賽
  - 冠軍（2）：1995年、1997年
- 足球議會聯賽盃
  - 冠軍（1）：1994年
  - 亞軍（2）：1996年、1997年
- 北部超級聯賽
  - 冠軍（3）：1969年、1970年、1987年
  - 亞軍（1）：1985年
- 北部超級聯賽挑戰盃（Northern Premier League Challenge Cup）
  - 冠軍（1）：1987年
- 柴郡聯賽（Cheshire League）
  - 冠軍（6）：1932年、1933年、1953年、1961年、1964年、1968年
  - 亞軍（3）：1934年、1962年、1965年
- 柴郡高級盃（Cheshire Senior Cup） 
  - 冠軍（20）：1890年、1891年、1894年、1896年、1911年、1930年、1935年、1951年、1952年、1954年、1960年、1964年、1969年、1971年、1973年、1983年、1991年、1992年、1998年、2000年
  - 亞軍（11）：1895年、1907年、1910年、1936年、1950年、1974年、1977年、1988年、1989年、1990年、1997年
- 曼徹斯特聯賽（Manchester League）
  - 冠軍（2）：1909年、1911年
  - 亞軍（1）：1907年
- 混合聯賽（The Combination）
  - 亞軍（2）：1891年、1896年
- 斯塔褔郡高級盃（Staffordshire Senior Cup）
  - 冠軍（1）：1993年

## 著名球員
- 乔治·艾比（英语：George Abbey (footballer)）（George Abbey）
- 乔纳森·柏堅（Jon Parkin）
- （Efe Sodje）

## 註腳
1. 1 2  《Saga of the Silkmen - A History of Macclesfield Town FC》，Carnegie Publishing，2001年，第 6 頁
2. ↑  The Moss Rose 的存檔，存档日期2008-02-18.
3. ↑  Club Statement 的存檔，存档日期2008-03-05.

## 外部連結
- Macclesfield Town Official Website （页面存档备份，存于）
- The Silkmen Supporters Trust website
- TheSilkWeb.co.uk